# Golf Club Venezia

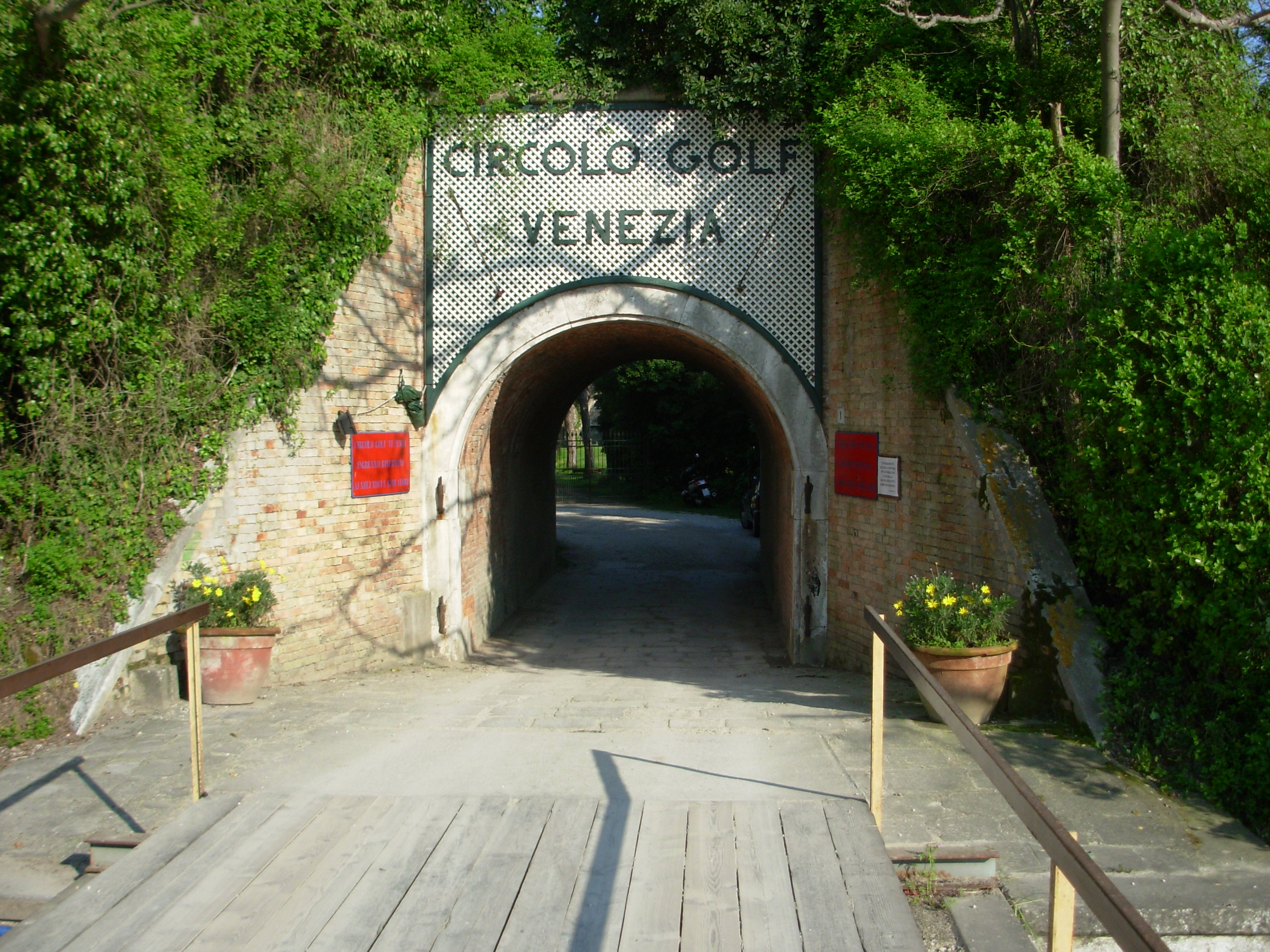
Ingresso del Golf Club Venezia dentro il forte Alberoni

Il Golf Club Venezia si trova in località Alberoni nell'isola del Lido di Venezia. L'ingresso è attraverso un ponte che porta dentro l'antico Forte Alberoni.

## Storia

Il campo da golf negli anni 30

Si narra che idea del campo da golf al Lido di Venezia sia nata da una conversazione tra il conte Giuseppe Volpi di Misurata e il magnate dell'industria automobilistica Henry Ford. Al desiderio di Ford di voler giocare a golf il conte Volpi rispose che entro tre mesi sarebbe potuto ritornare con gli amici e giocare su tutte le buche che avessero voluto.
Nel 1928 nasce il Circolo Golf Venezia attorno alla fortezza e alle costruzioni del forte Alberoni che fungevano da alloggi militari e scuderie che successivamente diventeranno la Club House. Nasce con 25 soci di cui il primo presidente è Giuseppe Volpi.
Il progetto del campo si avvalse della consulenza del golfista scozzese Bobby Cruickshank (1894–1975) e venne realizzato dalla Maxwell M. Hart di Glasgow. Il campo venne costruito su circa 800 000 metri quadrati di terreno lungo il mare ed inaugurato nel 1930 su 9 buche.
Il 14 giugno 1934 Adolf Hitler atterrò all'aeroporto del Lido ed incontrò Benito Mussolini per la prima volta nel campo da golf veneziano.
Nel 1951 vennero aggiunte 9 buche supplementari progettate da C.K. Cotton che portarono il campo a 18 buche.
Nel 1976 il circolo è stato premiato con la Stella d'argento al merito sportivo e nel 1985 con quella d'oro.
Nel 2012 è stato classificato all’ottavo posto nella speciale classifica "Top Ten" dei migliori campi d'Italia, redatta annualmente dalla rivista Golf Digest. Il percorso è ricco di pini marittimi, salici, gelsi e pioppi e dura 6 km. Qui si sono svolti gli Open d'Italia nel 1955, 1960 e 1974.

## Percorso
Il percorso è ricco di pini marittimi, salici, gelsi e pioppi ed è di 6199 metri dalla partenza. Vi hanno avuto luogo gli open d'italia nel 1955, 1960 e 1974.
Il par è di 72, costruito su dune di sabbia ed è uno dei pochi "links" italiani. Ostacoli d'acqua, sabba dei bunkers ed il rough a fondo sabbioso lo rendono differente da molti altri campi. Vi sono 3 laghetti artificiali.

## Presidenti del Golf club Venezia
- Giuseppe Volpi di Misurata 1930-1932
- Giovanni Revedin 1933-1934
- Cesare Cicogna 1935-1936
- Andrea Marcello 1937-1940
- Giovanni Cicogna 1941-1946
- Giuliano Foscari 1947-1950
- Mario Valeri Manera 1951-1952
- Ottavio Croze 1953-1960
- Mario Valeri Manera 1961-1966
- Ottavio Croze 1967-1976
- Mario Borghese 1977-1978
- Enrico Chiari 1979-1981
- Lodovico di Valmarana 1982-1989
- Enrico Chiari 1990-1997
- Marco Croze 1998-2007
- Arturo Bastianello 2008-2011
- Italo Abba 2012-2014
- Stefano Biondi 2015-2018
- Paolo Francesco Lo Bue di Lemos 2019 ad oggi